# Einband-Europameisterschaft 2006

Logo CEB (ausrichtender Verband)

Veranstaltungsort: Kortrijk

Die Einband-Europameisterschaft 2006 war das 53. Turnier in dieser Disziplin des Karambolagebillards und fand vom 3. bis zum 7. Mai 2006 in Kortrijk statt. Es war die achte Einband-Europameisterschaft in Belgien.

## Geschichte
Mit einer bis dahin nie erreichten Leistung gewann der Niederländer Jean Paul de Bruijn seinen fünften Titel bei einer Einband-EM. Seine Überlegenheit drückt der Generaldurchschnitt (GD) aus. Mit 25,86 pulveresierte er alle bis dahin erzielten Leistungen. Diese Werte sind nur zu vergleichen mit den Leistungen von Raymond Ceulemans zu seinen besten Zeiten im Einband. Insgesamt wurde in Kortrijk sehr stark gespielt war der Turnierdurchschnitt in der Endrunde mit 10,88 beweist. Der Zweitplatzierte Fabian Blondeel gewann seine insgesamt achte Medaille, davon zwei in Gold, bei Einband-Europameisterschaften. Er zählt damit zu den ganz Großen in dieser Disziplin des Karambolsports. Den Dritten Platz teilten sich Eddy Leppens und Xavier Gretillat. Ganz hervorragend war auch der Auftritt von Robert Pragst. Er wurde Fünfter. Bei etwas mehr Glück wäre auch eine Medaille möglich gewesen. Das gute Abschneiden der Deutschen rundete Wolfgang Zenkner mit Platz sieben ab.

## Turniermodus
Gespielt wurde eine Vor-Vor-Qualifikation mit 4 Gruppen à 3 Spielern, wovon sich die 4 Gruppensieger und die drei besten Gruppenzweiten für die Vor-Qualifikation qualifizierten. Dann wurden in der Haupt-Qualifikation wieder 7 Gruppen à 3 Teilnehmer gebildet, in denen 14 gesetzte Spieler nach CEB-Rangliste sieben Plätze für das Hauptturnier ausspielten. Der Titelverteidiger war für das Hauptturnier gesetzt. Jetzt wurden 2 Gruppen à 4 Spieler gebildet. In der Vorqualifikationen wurde bis 100 Punkte gespielt. Danach wurde in der Haupt-Qualifikation bis 125 Punkte und in der Endrunde bis 150 Punkte gespielt. Die Gruppenersten und die Gruppenzweiten spielten im KO-System den Sieger aus. Der dritte Platz wurde nicht mehr ausgespielt. Damit gab es zwei Drittplatzierte
Bei MP-Gleichstand wird in folgender Reihenfolge gewertet:
1. MP = Matchpunkte
2. GD = Generaldurchschnitt
3. HS = Höchstserie

## Qualifikation

### Vor-Vor-Qualifikation
| MP    | Match Points (Sieger = 2; Unentschieden = 1; Verlierer = 0) |
| Pkte. | Erzielte Karambolagen                                       |
| Aufn. | Benötigte Versuche                                          |
| GD    | Generaldurchschnitt                                         |
| BED   | Bester Einzeldurchschnitt eines Spielers                    |
| HS    | Höchstserie                                                 |
|       | Bester GD des Turniers                                      |
|       | Bester ED des Turniers                                      |
|       | Beste HS des Turniers                                       |
|       | 1. Platz (Gold)                                             |
|       | 2. Platz (Silber)                                           |
|       | 3. Platz (Bronze)                                           |

| Abschlusstabelle Gruppe A | Abschlusstabelle Gruppe A | Abschlusstabelle Gruppe A | Abschlusstabelle Gruppe A | Abschlusstabelle Gruppe A | Abschlusstabelle Gruppe A | Abschlusstabelle Gruppe A | Abschlusstabelle Gruppe A |
| Platz                     | Name                      | MP                        | Pkte                      | Aufn.                     | GD                        | BED                       | HS                        |
| ------------------------- | ------------------------- | ------------------------- | ------------------------- | ------------------------- | ------------------------- | ------------------------- | ------------------------- |
| 1                         | Robert Pragst             | 4:0                       | 200                       | 19                        | 10,52                     | 14,28                     | 41                        |
| 2                         | Brice Briére              | 2:2                       | 120                       | 28                        | 4,28                      | 4,76                      | 16                        |
| 3                         | Johan Claessen            | 0:4                       | 166                       | 33                        | 5,03                      | –                         | 31                        |

| Abschlusstabelle Gruppe B | Abschlusstabelle Gruppe B | Abschlusstabelle Gruppe B | Abschlusstabelle Gruppe B | Abschlusstabelle Gruppe B | Abschlusstabelle Gruppe B | Abschlusstabelle Gruppe B | Abschlusstabelle Gruppe B |
| Platz                     | Name                      | MP                        | Pkte                      | Aufn.                     | GD                        | BED                       | HS                        |
| ------------------------- | ------------------------- | ------------------------- | ------------------------- | ------------------------- | ------------------------- | ------------------------- | ------------------------- |
| 1                         | Francis Forton            | 4:0                       | 200                       | 21                        | 9,52                      | 10,00                     | 34                        |
| 2                         | Dieter Steinberger        | 2:2                       | 143                       | 20                        | 7,15                      | 11,11                     | 36                        |
| 3                         | Philippe Deraes           | 0:4                       | 117                       | 19                        | 6,15                      | –                         | 16                        |

| Abschlusstabelle Gruppe C | Abschlusstabelle Gruppe C | Abschlusstabelle Gruppe C | Abschlusstabelle Gruppe C | Abschlusstabelle Gruppe C | Abschlusstabelle Gruppe C | Abschlusstabelle Gruppe C | Abschlusstabelle Gruppe C |
| Platz                     | Name                      | MP                        | Pkte                      | Aufn.                     | GD                        | BED                       | HS                        |
| ------------------------- | ------------------------- | ------------------------- | ------------------------- | ------------------------- | ------------------------- | ------------------------- | ------------------------- |
| 1                         | Koen Saver                | 3:1                       | 200                       | 52                        | 3,84                      | 6,66                      | 44                        |
| 2                         | Paul Mootz                | 3:1                       | 200                       | 91                        | 2,19                      | 2,70                      | 14                        |
| 3                         | Gino Nuyttens             | 0:4                       | 124                       | 69                        | 1,79                      | –                         | 13                        |

| Abschlusstabelle Gruppe D | Abschlusstabelle Gruppe D | Abschlusstabelle Gruppe D | Abschlusstabelle Gruppe D | Abschlusstabelle Gruppe D | Abschlusstabelle Gruppe D | Abschlusstabelle Gruppe D | Abschlusstabelle Gruppe D |
| Platz                     | Name                      | MP                        | Pkte                      | Aufn.                     | GD                        | BED                       | HS                        |
| ------------------------- | ------------------------- | ------------------------- | ------------------------- | ------------------------- | ------------------------- | ------------------------- | ------------------------- |
| 1                         | Rob van Hoek              | 4:0                       | 200                       | 53                        | 3,77                      | 5,26                      | 34                        |
| 2                         | Maarten Jansen            | 2:2                       | 191                       | 58                        | 3,29                      | 4,16                      | 22                        |
| 3                         | Patrick Mintjens          | 0:4                       | 149                       | 43                        | 3,46                      | –                         | 16                        |

### Vor-Qualifikation
| Abschlusstabelle Gruppe A | Abschlusstabelle Gruppe A | Abschlusstabelle Gruppe A | Abschlusstabelle Gruppe A | Abschlusstabelle Gruppe A | Abschlusstabelle Gruppe A | Abschlusstabelle Gruppe A | Abschlusstabelle Gruppe A |
| Platz                     | Name                      | MP                        | Pkte                      | Aufn.                     | GD                        | BED                       | HS                        |
| ------------------------- | ------------------------- | ------------------------- | ------------------------- | ------------------------- | ------------------------- | ------------------------- | ------------------------- |
| 1                         | Axel Büscher              | 4:0                       | 200                       | 51                        | 3,92                      | 6,25                      | 35                        |
| 2                         | Brice Briére              | 2:2                       | 117                       | 45                        | 2,60                      | 3,44                      | 18                        |
| 3                         | Roger Lagage              | 0:4                       | 176                       | 64                        | 2,75                      | –                         | 18                        |

| Abschlusstabelle Gruppe B | Abschlusstabelle Gruppe B | Abschlusstabelle Gruppe B | Abschlusstabelle Gruppe B | Abschlusstabelle Gruppe B | Abschlusstabelle Gruppe B | Abschlusstabelle Gruppe B | Abschlusstabelle Gruppe B |
| Platz                     | Name                      | MP                        | Pkte                      | Aufn.                     | GD                        | BED                       | HS                        |
| ------------------------- | ------------------------- | ------------------------- | ------------------------- | ------------------------- | ------------------------- | ------------------------- | ------------------------- |
| 1                         | Patrick Niessen           | 4:0                       | 200                       | 25                        | 8,00                      | 11,11                     | 50                        |
| 2                         | Dieter Steinberger        | 2:2                       | 142                       | 27                        | 5,25                      | 5,55                      | 44                        |
| 3                         | Jordi Gassó               | 0:4                       | 72                        | 34                        | 2,11                      | –                         | 15                        |

| Abschlusstabelle Gruppe C | Abschlusstabelle Gruppe C | Abschlusstabelle Gruppe C | Abschlusstabelle Gruppe C | Abschlusstabelle Gruppe C | Abschlusstabelle Gruppe C | Abschlusstabelle Gruppe C | Abschlusstabelle Gruppe C |
| Platz                     | Name                      | MP                        | Pkte                      | Aufn.                     | GD                        | BED                       | HS                        |
| ------------------------- | ------------------------- | ------------------------- | ------------------------- | ------------------------- | ------------------------- | ------------------------- | ------------------------- |
| 1                         | Esteve Mata               | 4:0                       | 200                       | 28                        | 7,14                      | 9,09                      | 19                        |
| 2                         | Bernard Baudoin           | 2:2                       | 165                       | 27                        | 6,11                      | 6,25                      | 40                        |
| 3                         | Paul Mootz                | 0:4                       | 50                        | 33                        | 1,51                      | –                         | 11                        |

| Abschlusstabelle Gruppe D | Abschlusstabelle Gruppe D | Abschlusstabelle Gruppe D | Abschlusstabelle Gruppe D | Abschlusstabelle Gruppe D | Abschlusstabelle Gruppe D | Abschlusstabelle Gruppe D | Abschlusstabelle Gruppe D |
| Platz                     | Name                      | MP                        | Pkte                      | Aufn.                     | GD                        | BED                       | HS                        |
| ------------------------- | ------------------------- | ------------------------- | ------------------------- | ------------------------- | ------------------------- | ------------------------- | ------------------------- |
| 1                         | Koen Saver                | 4:0                       | 200                       | 50                        | 4,00                      | 4,34                      | 25                        |
| 2                         | Marek Faus                | 2:2                       | 199                       | 51                        | 3,90                      | 4,16                      | 29                        |
| 3                         | George Kenter             | 0:4                       | 123                       | 47                        | 2,61                      | –                         | 13                        |

| Abschlusstabelle Gruppe E | Abschlusstabelle Gruppe E | Abschlusstabelle Gruppe E | Abschlusstabelle Gruppe E | Abschlusstabelle Gruppe E | Abschlusstabelle Gruppe E | Abschlusstabelle Gruppe E | Abschlusstabelle Gruppe E |
| Platz                     | Name                      | MP                        | Pkte                      | Aufn.                     | GD                        | BED                       | HS                        |
| ------------------------- | ------------------------- | ------------------------- | ------------------------- | ------------------------- | ------------------------- | ------------------------- | ------------------------- |
| 1                         | Ad Klijn                  | 4:0                       | 200                       | 23                        | 8,69                      | 11,11                     | 41                        |
| 2                         | Rob van Hoek              | 2:2                       | 126                       | 24                        | 5,25                      | 6,66                      | 29                        |
| 3                         | Claude Bauduin            | 0:4                       | 87                        | 29                        | 3,00                      | –                         | 1                         |

| Abschlusstabelle Gruppe F | Abschlusstabelle Gruppe F | Abschlusstabelle Gruppe F | Abschlusstabelle Gruppe F | Abschlusstabelle Gruppe F | Abschlusstabelle Gruppe F | Abschlusstabelle Gruppe F | Abschlusstabelle Gruppe F |
| Platz                     | Name                      | MP                        | Pkte                      | Aufn.                     | GD                        | BED                       | HS                        |
| ------------------------- | ------------------------- | ------------------------- | ------------------------- | ------------------------- | ------------------------- | ------------------------- | ------------------------- |
| 1                         | Francis Forton            | 4:0                       | 200                       | 33                        | 6,06                      | 6,25                      | 25                        |
| 2                         | Juan Carlos Pareras       | 2:2                       | 182                       | 27                        | 6,74                      | 9,09                      | 34                        |
| 3                         | Bernard Villiers          | 0:4                       | 146                       | 28                        | 5,21                      | –                         | 16                        |

| Abschlusstabelle Gruppe G | Abschlusstabelle Gruppe G | Abschlusstabelle Gruppe G | Abschlusstabelle Gruppe G | Abschlusstabelle Gruppe G | Abschlusstabelle Gruppe G | Abschlusstabelle Gruppe G | Abschlusstabelle Gruppe G |
| Platz                     | Name                      | MP                        | Pkte                      | Aufn.                     | GD                        | BED                       | HS                        |
| ------------------------- | ------------------------- | ------------------------- | ------------------------- | ------------------------- | ------------------------- | ------------------------- | ------------------------- |
| 1                         | Robert Pragst             | 4:0                       | 200                       | 31                        | 6,45                      | 7,14                      | 32                        |
| 2                         | Juan Espinasa             | 2:2                       | 199                       | 33                        | 6,03                      | 6,25                      | 23                        |
| 3                         | René Tull                 | 0:4                       | 156                       | 30                        | 5,20                      | –                         | 40                        |

### Haupt-Qualifikation
| Abschlusstabelle Gruppe A | Abschlusstabelle Gruppe A | Abschlusstabelle Gruppe A | Abschlusstabelle Gruppe A | Abschlusstabelle Gruppe A | Abschlusstabelle Gruppe A | Abschlusstabelle Gruppe A | Abschlusstabelle Gruppe A |
| Platz                     | Name                      | MP                        | Pkte                      | Aufn.                     | GD                        | BED                       | HS                        |
| ------------------------- | ------------------------- | ------------------------- | ------------------------- | ------------------------- | ------------------------- | ------------------------- | ------------------------- |
| 1                         | Rafael Garcia             | 4:0                       | 250                       | 30                        | 8,33                      | 13,88                     | 58                        |
| 2                         | Axel Büscher              | 2:2                       | 228                       | 45                        | 5,06                      | 5,20                      | 36                        |
| 3                         | Ronny Brants              | 0:4                       | 102                       | 33                        | 3,09                      | –                         | 18                        |

| Abschlusstabelle Gruppe B | Abschlusstabelle Gruppe B | Abschlusstabelle Gruppe B | Abschlusstabelle Gruppe B | Abschlusstabelle Gruppe B | Abschlusstabelle Gruppe B | Abschlusstabelle Gruppe B | Abschlusstabelle Gruppe B |
| Platz                     | Name                      | MP                        | Pkte                      | Aufn.                     | GD                        | BED                       | HS                        |
| ------------------------- | ------------------------- | ------------------------- | ------------------------- | ------------------------- | ------------------------- | ------------------------- | ------------------------- |
| 1                         | Fabian Blondeel           | 4:0                       | 250                       | 21                        | 11,90                     | 13,88                     | 66                        |
| 2                         | Koen Saver                | 2:2                       | 165                       | 44                        | 3,75                      | 3,57                      | 21                        |
| 3                         | Nicolas Gerassimopoulos   | 0:4                       | 205                       | 47                        | 4,36                      | –                         | 24                        |

| Abschlusstabelle Gruppe C | Abschlusstabelle Gruppe C | Abschlusstabelle Gruppe C | Abschlusstabelle Gruppe C | Abschlusstabelle Gruppe C | Abschlusstabelle Gruppe C | Abschlusstabelle Gruppe C | Abschlusstabelle Gruppe C |
| Platz                     | Name                      | MP                        | Pkte                      | Aufn.                     | GD                        | BED                       | HS                        |
| ------------------------- | ------------------------- | ------------------------- | ------------------------- | ------------------------- | ------------------------- | ------------------------- | ------------------------- |
| 1                         | Francis Forton            | 4:0                       | 250                       | 29                        | 8,62                      | 12,50                     | 40                        |
| 2                         | Francisco Fortiana        | 2:2                       | 233                       | 34                        | 6,85                      | 8,33                      | 46                        |
| 3                         | Alain Rémond              | 0:4                       | 190                       | 25                        | 7,60                      | –                         | 38                        |

| Abschlusstabelle Gruppe D | Abschlusstabelle Gruppe D | Abschlusstabelle Gruppe D | Abschlusstabelle Gruppe D | Abschlusstabelle Gruppe D | Abschlusstabelle Gruppe D | Abschlusstabelle Gruppe D | Abschlusstabelle Gruppe D |
| Platz                     | Name                      | MP                        | Pkte                      | Aufn.                     | GD                        | BED                       | HS                        |
| ------------------------- | ------------------------- | ------------------------- | ------------------------- | ------------------------- | ------------------------- | ------------------------- | ------------------------- |
| 1                         | Robert Pragst             | 4:0                       | 250                       | 25                        | 10,00                     | 10,41                     | 95                        |
| 2                         | Peter Volleberg           | 2:2                       | 249                       | 26                        | 9,57                      | 8,92                      | 61                        |
| 3                         | Arnim Kahofer             | 0:4                       | 185                       | 27                        | 6,85                      | –                         | 28                        |

| Abschlusstabelle Gruppe E | Abschlusstabelle Gruppe E | Abschlusstabelle Gruppe E | Abschlusstabelle Gruppe E | Abschlusstabelle Gruppe E | Abschlusstabelle Gruppe E | Abschlusstabelle Gruppe E | Abschlusstabelle Gruppe E |
| Platz                     | Name                      | MP                        | Pkte                      | Aufn.                     | GD                        | BED                       | HS                        |
| ------------------------- | ------------------------- | ------------------------- | ------------------------- | ------------------------- | ------------------------- | ------------------------- | ------------------------- |
| 1                         | Xavier Gretillat          | 2:2                       | 197                       | 20                        | 9,85                      | 8,92                      | 37                        |
| 2                         | Ludger Havlik             | 2:2                       | 205                       | 21                        | 9,76                      | 20,83                     | 40                        |
| 3                         | Esteve Mata               | 2:2                       | 219                       | 29                        | 7,55                      | 8,33                      | 39                        |

| Abschlusstabelle Gruppe F | Abschlusstabelle Gruppe F | Abschlusstabelle Gruppe F | Abschlusstabelle Gruppe F | Abschlusstabelle Gruppe F | Abschlusstabelle Gruppe F | Abschlusstabelle Gruppe F | Abschlusstabelle Gruppe F |
| Platz                     | Name                      | MP                        | Pkte                      | Aufn.                     | GD                        | BED                       | HS                        |
| ------------------------- | ------------------------- | ------------------------- | ------------------------- | ------------------------- | ------------------------- | ------------------------- | ------------------------- |
| 1                         | Wolfgang Zenkner          | 4:0                       | 250                       | 23                        | 10,86                     | 15,62                     | 60                        |
| 2                         | Patrick Niessen           | 2:2                       | 216                       | 14                        | 15,42                     | 20,83                     | 87                        |
| 3                         | Wiel van Gemert           | 0:4                       | 131                       | 21                        | 6,23                      | –                         | 32                        |

| Abschlusstabelle Gruppe G | Abschlusstabelle Gruppe G | Abschlusstabelle Gruppe G | Abschlusstabelle Gruppe G | Abschlusstabelle Gruppe G | Abschlusstabelle Gruppe G | Abschlusstabelle Gruppe G | Abschlusstabelle Gruppe G |
| Platz                     | Name                      | MP                        | Pkte                      | Aufn.                     | GD                        | BED                       | HS                        |
| ------------------------- | ------------------------- | ------------------------- | ------------------------- | ------------------------- | ------------------------- | ------------------------- | ------------------------- |
| 1                         | Eddy Leppens              | 4:0                       | 250                       | 14                        | 17,85                     | 41,66                     | 63                        |
| 2                         | Michel van Silfhout       | 2:2                       | 174                       | 24                        | 7,25                      | 9,61                      | 34                        |
| 3                         | Ad Klijn                  | 0:4                       | 82                        | 16                        | 5,12                      | –                         | 23                        |

## Hauptturnier

### Gruppenphase
| Abschlusstabelle Gruppe A | Abschlusstabelle Gruppe A | Abschlusstabelle Gruppe A | Abschlusstabelle Gruppe A | Abschlusstabelle Gruppe A | Abschlusstabelle Gruppe A | Abschlusstabelle Gruppe A | Abschlusstabelle Gruppe A |
| Platz                     | Name                      | MP                        | Pkte                      | Aufn.                     | GD                        | BED                       | HS                        |
| ------------------------- | ------------------------- | ------------------------- | ------------------------- | ------------------------- | ------------------------- | ------------------------- | ------------------------- |
| 1                         | Jean Paul de Bruijn       | 6:0                       | 450                       | 14                        | 32,14                     | 37,50                     | 102                       |
| 2                         | Xavier Gretillat          | 3:3                       | 327                       | 28                        | 11,67                     | 18,75                     | 51                        |
| 3                         | Robert Pragst             | 2:4                       | 233                       | 22                        | 10,59                     | 15,00                     | 39                        |
| 4                         | Wolfgang Zenkner          | 1:5                       | 225                       | 32                        | 7,03                      | 9,37                      | 64                        |

| Abschlusstabelle Gruppe B | Abschlusstabelle Gruppe B | Abschlusstabelle Gruppe B | Abschlusstabelle Gruppe B | Abschlusstabelle Gruppe B | Abschlusstabelle Gruppe B | Abschlusstabelle Gruppe B | Abschlusstabelle Gruppe B |
| Platz                     | Name                      | MP                        | Pkte                      | Aufn.                     | GD                        | BED                       | HS                        |
| ------------------------- | ------------------------- | ------------------------- | ------------------------- | ------------------------- | ------------------------- | ------------------------- | ------------------------- |
| 1                         | Fabian Blondeel           | 6:0                       | 450                       | 37                        | 12,16                     | 16,66                     | 78                        |
| 2                         | Eddy Leppens              | 4:2                       | 395                       | 43                        | 9,18                      | 12,50                     | 57                        |
| 3                         | Rafael Garcia             | 2:4                       | 313                       | 30                        | 10,43                     | 21,42                     | 52                        |
| 4                         | Francis Forton            | 0:6                       | 335                       | 46                        | 7,28                      | –                         | 26                        |

### KO-Phase
|  | Halbfinale          | Halbfinale | Halbfinale | Halbfinale | Halbfinale | Halbfinale |                     |                 | Finale | Finale | Finale | Finale | Finale | Finale |
|  |                     |            |            |            |            |            |                     |                 |        |        |        |        |        |        |
|  |                     | MP         | Pkt.       | Aufn.      | GD         | HS         |                     |                 |        |        |        |        |        |        |
|  |                     | MP         | Pkt.       | Aufn.      | GD         | HS         |                     |                 |        |        |        |        |        |        |
|  | Jean Paul de Bruijn | 2          | 150        | 7          | 21,42      | 101        |                     |                 |        |        |        |        |        |        |
|  | Jean Paul de Bruijn | 2          | 150        | 7          | 21,42      | 101        |                     | MP              | Pkt.   | Aufn.  | GD     | HS     |        |        |
|  | Eddy Leppens        | 0          | 45         | 7          | 6,42       | 13         |                     | MP              | Pkt.   | Aufn.  | GD     | HS     |        |        |
|  | Eddy Leppens        | 0          | 45         | 7          | 6,42       | 13         | Jean Paul de Bruijn | 2               | 150    | 8      | 18,75  | 104    |        |        |
|  |                     | MP         | Pkt.       | Aufn.      | GD         | HS         | Jean Paul de Bruijn | 2               | 150    | 8      | 18,75  | 104    |        |        |
|  |                     | MP         | Pkt.       | Aufn.      | GD         | HS         |                     | Fabian Blondeel | 0      | 36     | 8      | 4,50   | 15     |        |
|  | Fabian Blondeel     | 2          | 150        | 10         | 15,00      | 53         |                     | Fabian Blondeel | 0      | 36     | 8      | 4,50   | 15     |        |
|  | Fabian Blondeel     | 2          | 150        | 10         | 15,00      | 53         |                     |                 |        |        |        |        |        |        |
|  | Xavier Gretillat    | 0          | 28         | 10         | 2,80       | 8          |                     |                 |        |        |        |        |        |        |
|  | Xavier Gretillat    | 0          | 28         | 10         | 2,80       | 8          |                     |                 |        |        |        |        |        |        |

## Abschlusstabelle
| MP    | Match Points (Sieger = 2; Unentschieden = 1; Verlierer = 0) |
| Pkte. | Erzielte Karambolagen                                       |
| Aufn. | Benötigte Versuche                                          |
| GD    | Generaldurchschnitt                                         |
| BED   | Bester Einzeldurchschnitt eines Spielers                    |
| HS    | Höchstserie                                                 |
|       | Bester GD des Turniers                                      |
|       | Bester ED des Turniers                                      |
|       | Beste HS des Turniers                                       |
|       | 1. Platz (Gold)                                             |
|       | 2. Platz (Silber)                                           |
|       | 3. Platz (Bronze)                                           |

| Phase                                | Platz | Name                | MP   | Pkt. | Aufn. | GD    | BED   | HS  |
| ------------------------------------ | ----- | ------------------- | ---- | ---- | ----- | ----- | ----- | --- |
| Finale                               | 1     | Jean Paul de Bruijn | 10:0 | 750  | 29    | 25,86 | 37,50 | 104 |
| Finale                               | 2     | Fabian Blondeel     | 8:2  | 636  | 55    | 11,56 | 16,66 | 78  |
| Halb- finale                         | 3     | Eddy Leppens        | 4:4  | 440  | 50    | 8,80  | 12,50 | 63  |
| Halb- finale                         | 3     | Xavier Gretillat    | 3:5  | 355  | 38    | 9,34  | 18,75 | 51  |
| Gruppen- phase                       | 5     | Robert Pragst       | 2:4  | 233  | 22    | 10,59 | 15,00 | 95  |
| Gruppen- phase                       | 6     | Rafael Garcia       | 2:4  | 313  | 30    | 10,43 | 21,42 | 58  |
| Gruppen- phase                       | 7     | Wolfgang Zenkner    | 1:5  | 225  | 32    | 7,03  | 9,37  | 64  |
| Gruppen- phase                       | 8     | Francis Forton      | 0:6  | 335  | 46    | 7,28  | –     | 40  |
| Turnierdurchschnitt: Endrunde: 10,88 |       |                     |      |      |       |       |       |     |